# Chróścik pasterski

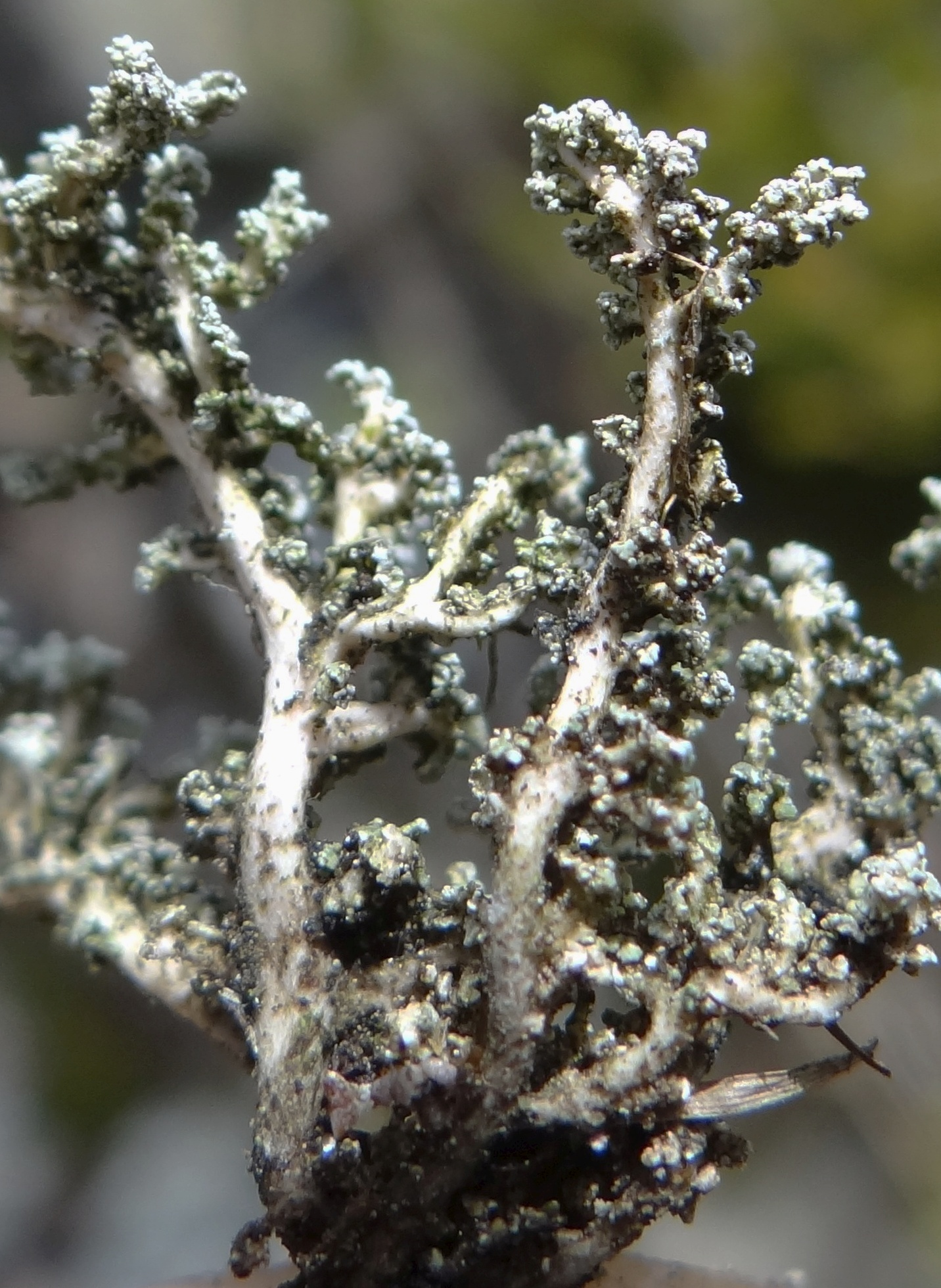
Dwa podecja

Chróścik pasterski (Stereocaulon paschale (L.) Hoffm.) – gatunek grzybów należący do rodziny chróścikowatych (Stereocaulaceae). Ze względu na współżycie z glonami zaliczany jest do porostów.

## Systematyka i nazewnictwo
Pozycja w klasyfikacji według Index Fungorum: Stereocaulaceae, Lecanorales, Lecanoromycetidae, Lecanoromycetes, Pezizomycotina, Ascomycota, Fungi.
Po raz pierwszy takson ten zdiagnozował w roku 1753 Linneusz nadając mu nazwę Lichen paschalis (w tłumaczeniu na jęz. polski: porost pasterski). Obecną, uznaną przez Index Fungorum nazwę nadał mu w roku 1796 Hoffmann, przenosząc go do rodzaju Stereocaulon.
Synonimy nazwy naukowej:
- Baeomyces paschalis (L.) Wahlenb. 1812
- Cladonia paschalis (L.) Baumg. 1790
- Lichen paschalis L. 1753
- Patellaria paschalis (L.) Wallr. 1831
- Verrucaria paschalis (L.) Humb. 1793

Nazwa polska według W. Fałtynowicza.

## Morfologia
Plecha pierwotna jest skorupiasta, zbudowana z bardzo drobnych granulek i zanika na bardzo wczesnym etapie rozwoju. Plecha wtórna ma postać krzaczkowato rozgałęzionych podecjów o wysokości do 3 cm. Podecja są nagie, silnie przyrośnięte do podłoża i tworzą gęste murawki. Występują na nich liczne, gęste i poduszeczkowate fyllokladia, w których zachodzi fotosynteza. Ich powierzchnia jest szara lub biaława. Brak na niej izydiów. Plecha podecjów zawiera cefalodia z sinicami z rodzaju Nostoc lub Stigonema.
Kwasy porostowe: atranorin i kwas lobariowy.

## Występowanie i siedlisko
Występuje głównie w tundrze i w górach. Na półkuli północnej jest szeroko rozprzestrzeniony. Na półkuli południowej występuje tylko w Andach i górach Nowej Zelandii.
W Polsce gatunek rzadki. Znajduje się na Czerwonej liście roślin i grzybów Polski. Ma status CR – gatunek krytycznie zagrożony. Jest w Polsce objęty ochroną całkowitą. Występowanie chróścika pasterskiego w Polsce jest słabo zbadane, w piśmiennictwie naukowym do 2003 r. podano około 20 jego stanowisk.
Rośnie na ziemi, na torfie, próchnicy, na warstwie martwych liści.

## Gatunki podobne
Chróściki są łatwe do odróżnienia od innych rodzajów porostów, trudno natomiast rozróżnić poszczególne ich gatunki, są one bowiem morfologicznie bardzo podobne do siebie. Istotną rolę w rozróżnianiu gatunków odgrywają reakcje barwne porostów. Jednakże nawet przy pomocy tych reakcji nie można odróżnić chróścika pasterskiego od chróścika tasiemcowatego (Stereocaulon taeniarum) – obydwa te gatunki dają identyczny wynik wszystkich reakcji barwnych. Ich rozróżnienie odbywa się tylko przez analizę cech morfologicznych. Chróścik pasterski odróżnia się m.in. bardziej rozgałęzionym podecjum.

## Znaczenie
W ekosystemach tundry i arktycznych porosty są jednymi z ważniejszych organizmów przeprowadzających fotosyntezę. Chrobotek alpejski i chróścik pasterski w tych ekosystemach to gatunki dominujące, tworzące całe łany. Stanowią ważne źródło pożywienia dla reniferów i karibu, odgrywają też dużą rolę w gospodarce wodnej ekosystemów.